# Авианосцы типа «Нимиц»
Авиано́сцы ти́па «Ни́миц» (англ. Nimitz class) — тип американских атомных авианосцев. Авианосцы «Нимиц» с максимальным водоизмещением до 106 тыс. тонн являются самыми большими военными кораблями в мире. Они предназначены для действия в составе авианосных ударных групп и поражения крупных надводных целей, обеспечения противовоздушной обороны военно-морских соединений, а также для проведения военно-воздушных операций.
Основу вооружения кораблей составляет палубная авиация в составе истребителей-бомбардировщиков F/A-18 Hornet, а также самолётов радиоэлектронной борьбы, дальнего радиолокационного обнаружения, транспортных самолётов и противолодочных вертолётов. Общая масса боезапаса 1954 т.
Собственное бортовое вооружение представлено зенитными ракетными и зенитными артиллерийскими комплексами.
Тип получил название по головному кораблю серии, «Нимиц», введённом в эксплуатацию в 1975 году. Всего было построено 10 авианосцев, включая последний, «Джордж Буш», включённый в состав флота в 2009 году. За время своей эксплуатации корабли широко применялись в различных военных конфликтах, в том числе в Югославии и Ираке.

## Основные характеристики
В соответствии с классификацией кораблей ВМС США все суда этого типа имеют бортовой номер (англ. Hull number), например первый корабль этого класса имеет номер CVN-68, где обозначение CVN — авианосец с ядерной энергоустановкой (C от Carrier (англ. носитель), V от Vessel (англ. корабль), N от Nuclear — ядерный), а 68 — порядковый номер авианосца в ВМС США.
- Изготовитель: Northrop Grumman Corporation, Ньюпорт-Ньюс, Виргиния
- Энергоустановка: два реактора A4W, четыре турбины
- Длина: 333 м
- Ширина полётной палубы: 76,8 — 78,4 м
- Водоизмещение: 98 235 тонн, максимум 104 112 тонны при полной загрузке
- Скорость: 30 узлов (ок. 56 км/ч)
- Авианосное авиационное крыло (66 единиц): 48 многоцелевых истребителей-бомбардировщиков F/A-18 Hornet, 4 самолёта РЭБ EA-6B Prowler, 4 самолёта ДРЛО Grumman E-2 Hawkeye, 2 транспортных самолёта C-2 Greyhound, 8 противолодочных вертолётов Sikorsky SH-60 Seahawk.
- Команда: экипаж 3200 человек + 2480 человек личного состава авиакрыла[5]
- Стоимость: 4,5 миллиарда долларов
- Срок эксплуатации: более 50 лет
- Время работы реакторов без замены активной зоны: около 25 лет. К 2018 году произведена замена активной зоны на реакторах авианосцев «Нимиц» (1998—2001), «Дуайт Эйзенхауэр» (2001—2005), «Карл Винсон» (2005—2009), «Теодор Рузвельт» (2009—2013), «Авраам Линкольн»  (2013—2017[6]).
- Содержание каждого авианосца обходится примерно в 160 миллионов долларов в год.

## Состав серии
| №   | Название          | Верфь        | Заложен    | Спущен     | В строю    | Списан | Порт приписки |
| --- | ----------------- | ------------ | ---------- | ---------- | ---------- | ------ | ------------- |
| 1.  | № 68 «Нимиц»      | Newport News | 22.06.1968 | 13.05.1972 | 03.05.1975 |        | Китсап        |
| 2.  | № 69 «Эйзенхауэр» | Newport News | 15.08.1970 | 11.10.1975 | 18.10.1977 |        | Норфолк       |
| 3.  | № 70 «Винсон»     | Newport News | 11.10.1975 | 15.03.1980 | 13.03.1982 |        | Китсап        |
| 4.  | № 71 «Рузвельт»   | Newport News | 31.10.1981 | 27.10.1984 | 25.10.1986 |        | Сан-Диего     |
| 5.  | № 72 «Линкольн»   | Newport News | 03.11.1984 | 13.02.1988 | 11.11.1989 |        | Сан-Диего     |
| 6.  | № 73 «Вашингтон»  | Newport News | 25.08.1986 | 21.07.1990 | 04.07.1992 |        | Норфолк       |
| 7.  | № 74 «Стеннис»    | Newport News | 13.03.1991 | 11.11.1993 | 09.12.1995 |        | Норфолк       |
| 8.  | № 75 «Трумэн»     | Newport News | 29.11.1993 | 07.09.1996 | 25.07.1998 |        | Норфолк       |
| 9.  | № 76 «Рейган»     | Newport News | 12.02.1998 | 04.03.2001 | 12.07.2003 |        | Сан-Диего     |
| 10. | № 77 «Буш»        | Newport News | 06.09.2003 | 09.10.2006 | 10.01.2009 |        | Норфолк       |

## Состав авиакрыла
| Кол-во эскадрилий        | Тип самолёта             | Название                 | Кол-во                   | Примечание               |                          |
| 2010: Типовая авиагруппа | 2010: Типовая авиагруппа | 2010: Типовая авиагруппа | 2010: Типовая авиагруппа | 2010: Типовая авиагруппа | 2010: Типовая авиагруппа |
| ------------------------ | ------------------------ | ------------------------ | ------------------------ | ------------------------ | ------------------------ |
| 4                        | F/A-18                   | McDonnell Hornet         | 48                       |                          |                          |
| 1                        | 18G Growler              | Boeing EA-18G Growler    | 4                        |                          |                          |
| 1                        | E-2C                     | Grumman Hawkeye          | 4                        |                          |                          |
| ½                        | C-2A                     | Grumman Greyhound        | 2                        | Транспортный             |                          |
| 1                        | SH-3H                    | Sikorsky Sea King        | 8                        |                          |                          |
|                          |                          | Всего:                   | 66                       |                          |                          |

| Эскадрилья/ звено                    | Название                             | Тип самолёта                         | Название                             | Кол-во                               | Примечание                           |
| 1991: CVN-71 «Теодор Рузвельт», Ирак | 1991: CVN-71 «Теодор Рузвельт», Ирак | 1991: CVN-71 «Теодор Рузвельт», Ирак | 1991: CVN-71 «Теодор Рузвельт», Ирак | 1991: CVN-71 «Теодор Рузвельт», Ирак | 1991: CVN-71 «Теодор Рузвельт», Ирак |
| Авиагруппа                           | Авиагруппа                           | Авиагруппа                           | Авиагруппа                           | Авиагруппа                           | Авиагруппа                           |
| ------------------------------------ | ------------------------------------ | ------------------------------------ | ------------------------------------ | ------------------------------------ | ------------------------------------ |
|                                      |                                      | F-14                                 | Grumman Tomcat                       | 20                                   |                                      |
|                                      |                                      | F/A-18                               | McDonnell Hornet                     | 19                                   |                                      |
|                                      |                                      | A-6E                                 | Grumman Intruder                     | 18                                   |                                      |
|                                      |                                      | EA-6B                                | Grumman Prowler                      | 5                                    |                                      |
|                                      |                                      | E-2C                                 | Grumman Hawkeye                      | 4                                    |                                      |
|                                      |                                      | S-3B                                 | Lockheed Viking                      | 8                                    |                                      |
|                                      |                                      | KA-6D                                | Grumman Intruder                     | 4                                    | Заправщик                            |
|                                      |                                      | SH-3H                                | Sikorsky Sea King                    | 6                                    |                                      |
|                                      |                                      |                                      | Всего:                               | 84                                   |                                      |

## Происшествия
25 января 1987 года, находясь в районе побережья Ливии самолет радиотехнической разведки EA-3B «Скайуорриор» доложил на авианосец о критической неисправности, делающей невозможной посадку с использованием аэрофинишера. На «Нимице» срочно убрали в стороны лишнюю авиатехнику и натянули поперек палубы т. н. «баррикаду» (эластичную сеть) для торможения аварийного самолета. «Скайуорриор» пробил баррикаду и упал за борт. Экипаж из 7 человек погиб.